# Ha Jae-sook
Ha Jae-sook (Daegu, 7 de enero de 1979) es una actriz surcoreana.

## Carrera
Debutó en teatro durante el 2000. Después de varios años en el escenario, participó por primera vez en pantalla en 2006 en Solo y enamorado. Ha seguido interpretando personajes de apoyo en dramas, como la mejor amiga de la heroína en Proteger el Jefe (2011), y a una mujer con sobrepeso que se somete a cirugía plástica extensa en Birth of a Beauty (2014).

## Filmografía

### Serie de televisión
| Año  | Título                                | Rol                     | Notas        |
| ---- | ------------------------------------- | ----------------------- | ------------ |
| 2006 | Solo y enamorado                      | Na Yoo-ri               | SBS          |
| 2006 | How Much Love?                        | Ah-ra                   | MBC          |
| 2006 | Drama City "The Stars Shine Brightly" | Kang Chang-sook         | KBS2         |
| 2007 | Chosun Police                         | Neung-geom              | MBC Dramanet |
| 2008 | Women of the Sun                      | Park Yong-ja            | KBS2         |
| 2008 | Chosun Police 2                       | Neung-geom              | MBC Dramanet |
| 2009 | My Too Perfect Sons                   | Jo Mi-ran               | KBS2         |
| 2010 | Pasta                                 | Lee Hee-joo             | MBC          |
| 2011 | I Believe in Love                     | Kim Chul-sook           | KBS2         |
| 2011 | Protect the Boss                      | Lee Myung-ran           | SBS          |
| 2011 | Lights and Shadows                    | Lee Kyung-sook          | MBC          |
| 2012 | Yellow Boots                          | Kim Young-soon          | tvN          |
| 2013 | Childless Comfort                     | Sun-hwa                 | JTBC         |
| 2013 | One Well-Raised Daughter              | Jang Ha-myung           | SBS          |
| 2013 | Thrice Married Woman                  | invitada                | SBS          |
| 2014 | Drama Special "Illegal Parking"       | Oh Mal-sook             | KBS2         |
| 2014 | Birth of a Beauty                     | Sa Geum-ran             | SBS          |
| 2015 | My Heart Twinkle Twinkle              | Chun Eun-bi             | SBS          |
| 2016 | Beautiful Mind                        | Jang Moon-kyung         | KBS2         |
| 2016 | On the Way to the Airport             | Lee Hyun-joo            | KBS2         |
| 2016 | Father, I'll Take Care of You         | escritora Jo (invitada) | MBC          |
| 2018 | Nice Witch                            | Heo Min-ji              | SBS          |
| 2019 | Absolute Boyfriend                    | Yeo Woong               | OCN          |
| 2019 | Perfume                               | Min Jae-hee             | KBS2         |
| 2021 | Okay Kwang Sisters                    | Shin Maria              |              |

### Cine
| Año  | Título           | Papel                                  | Ref.  |
| ---- | ---------------- | -------------------------------------- | ----- |
| 2010 | La Casa          | Hee-joo (voz)                          | [ 5 ] |
| 2012 | Miss Conspirador | Young-shim                             |       |
| 2014 | The Plan Man     | mujer en la sesión de terapia de grupo | [ 6 ] |

### Apariciones en programas y presentador
| Año  | Programa    | Notas                                                |
| ---- | ----------- | ---------------------------------------------------- |
| 2017 | Battle Trip | 2 episodios (Ep. #48-49) - participó con Han Chae-ah |

## Premios y nominaciones
| Año  | Categoría                             | Premio            | Trabajo | Resultado |
| ---- | ------------------------------------- | ----------------- | ------- | --------- |
| 2019 | Mejor actriz de reparto in Miniseries | Premios KBS Drama | Perfume | Ganó      |